# Brian Vandborg
Brian Bach Vandborg (født 4. december 1981 i Snejbjerg, Herning) er en tidligere dansk cykelrytter.
Han er enkeltstartsspecialist. og har førhen vundet DM i landevejscykling (enkeltstart) tre gange (to gange i U23-årgangen) og fået en fjerdeplads med hjem fra Verdensmesterskaberne i landevejscykling (enkeltstart).

## Historie

### Sen start
Han startede karrieren relativt sent, da han som 19-årig begyndte at cykle i Herning Cykle Klub, men derfra gik det hurtigt fremad. I 2002 blev han optaget på DCU's Team Post Danmark cykelhold, og han sejrede også, som amatør for Herning CK, DM i landevejscykling for U23 (enkeltstart) – hvilket han gentog i 2003.
Samme år overraskede han også alle, Bjarne Riis – manager for danske Team CSC – inkluderet, ved at hive en bronzemedalje hjem ved de DM i landevejscykling (enkeltstart) for professionelle i Nibe, og senere på året, under cykelløbet Post Danmark Rundt, skrev han da også under på en toårig kontrakt med Team CSC fra 2004.

### Succes hos CSC
I 2004 blev det igen til bronze ved DM i cykling (enkeltstart) og i Post Danmark Rundt hev han en fjerdeplads hjem samlet og en placering først i ungdomskonkurrencen. Slutteligt fik han en 12. plads med hjem fra VM i enkeltstart i Verona. 2005 var knap så succesfuldt for Brian Vandborg, idet næsten hele hans sæson blev ødelagt af sygdom (mononukleose).
Dog lykkedes det ham at vinde sin første professionelle sejr i form af en etape i det amerikanske etapeløb Tour de Georgia. Derudover fik han også en sølvmedalje ved DM i enkeltstart og en 21. plads ved Verdensmesterskaberne. Efter 2005 blev det besluttet af forlænge kontrakten til også at omfatte 2006.
Det var i 2006, at Brian Vandborg endelig vandt Danmarksmesterskaberne i enkeltstart for professionelle, og ved VM i Salzburg blev det til en enorm succes i form af en fjerdeplads i enkeltstarten. Og så sejrede hele CSC-holdet ved at vise sig som det bedste til at køre mod tiden: de vandt nemlig holdløbet Eindhoven Holdtidskørsel.

### The American Way
Efter Vandborgs succesrige tid hos Team CSC var det tid til forandring, så han skrev kontrakt med det amerikanske storhold, Discovery Channel Pro Cycling Team i 2007. Året bragte en andenplads med sig i DM i enkeltstart og endnu en etapesejr i cykelløbet Tour de l'Ain. Dog blev sæsonen og dermed succesen besværliggjort af sygdom.

### Tilbage til Danmark
I 2008 skrev Brian Vandborg kontrakt med Team GLS, et dansk UCI Continental hold. Han udtaler om skriftet til GLS på sin hjemmeside :

Det sidste år for Discovery Channel var svært med sygdom og så videre. Så jeg mærker helt sikkert, at lysten er stor til den kommende sæson med Team GLS, og jeg er sulten efter at lave resultater. ProTouren eller ej betyder ikke det store for mig. Lige så snart man får et rygnummer på, så gælder det om at vinde, og så er det uanset hvilket løb man kører.

Brian Vandborg og Team GLS Pakke Shop satser, ifølge ham selv, på at udfordre Team CSC ved Post Danmark Rundt 2008. Han skriver følgende på sin hjemmeside:

Nu skal jeg sidde med holdet og snakke den kommende sæson igennem, men det er klart, at DM er et stort mål for mig. Kan jeg vinde det, så er der stor chance for OL deltagelse. Også i Post Danmark Rundt har jeg tidligere gjort det godt. Ruten er dog endnu ikke offentliggjort, men der plejer at være en enkeltstart, som er med til at afgøre, hvem som vinder løbet. Så det er helt sikkert et mål, at komme på podiet i det løb. Det tror jeg dog også udmærket CSC er klar over, så det kommer meget an på, hvem de stiller til start med. Kommer de med en Cancellara, så kan det godt blive svært at tage sejren, men ellers må vi udfordre dem mand for mand,” tilføjer en optimistisk Vandborg, som glæder sig til at sæsonen går i gang

Han blev trediesidst i enkeltstart ved OL 2008.

### Endnu en chance i udlandet
I midten af år 2008 fik Brian endnu et tilbud om at komme til udlandet. Det var fra det italienske hold Liquigas som ønskede at give ham en chance. Det var efter et råd fra Ivan Basso, at de hentede Brian til holdet, hvor han skrev kontrakt for 1 år. Han håber selv at det nye år vil bringe ham til bage til det nivuea som han var på før.

Nu skal jeg sidde med holdet og snakke den kommende sæson igennem, men det er klart, at DM er et stort mål for mig. Kan jeg vinde det, så er der stor chance for OL deltagelse. Også i Post Danmark Rundt har jeg tidligere gjort det godt. Ruten er dog endnu ikke offentliggjort, men der plejer at være en enkeltstart, som er med til at afgøre, hvem som vinder løbet. Så det er helt sikkert et mål, at komme på podiet i det løb. Det tror jeg dog også udmærket CSC er klar over, så det kommer meget an på, hvem de stiller til start med. Kommer de med en Cancellara, så kan det godt blive svært at tage sejren, men ellers må vi udfordre dem mand for mand,” tilføjer en optimistisk Vandborg, som glæder sig til at sæsonen går i gang

### 2012 sæsonen
i Sæsonen år 2012 kørte Brian for det Canadiske cykelhold SpiderTech-C10, som ligger i UCI's professionelle continental rangliste.
I starten af november 2012 blev han bekræftet, som ny rytter hos Liguigas Connondale i sæsonen 2013, som i sæsonen 2013 skifter navn til Cannondale.

## Resultater
2012
2011
- stiller til start i Tour de France 2011 for det danske hold Team Saxo Bank-Sungard
2010
- stiller til start i Tour de France 2010 for sit italienske hold Liquigas
2009
- stiller til start i Tour de France 2009 for sit italienske hold Liquigas
2008
2007
- Etape i Tour de l'Ain
- 2. plads ved DM i landevejscykling (enkeltstart)
2006
- Eindhoven Holdtidskørsel (med Team CSC)
- 4. plads ved Verdensmesterskaberne i landevejscykling (enkeltstart)
- DM i landevejscykling (enkeltstart)
2005
- Etape i Tour de Georgia
- 2. plads ved DM i landevejscykling (enkeltstart)
2004
- 2. plads ved DM i landevejscykling (enkeltstart)
2003
- 3. plads ved DM i landevejscykling (enkeltstart)
- DM i landevejscykling for U23 (enkeltstart)
2002
- DM i landevejscykling for U23 (enkeltstart)